# Wheatley-Trichrom-Färbung
Die Wheatley-Trichrom-Färbung ist eine histologische Trichrom-Färbungsmethode.

## Eigenschaften
Die meisten Varianten der Wheatley-Färbung bestehen aus einer einstufigen Färbung in wässriger Essigsäurelösung mit Wolframatophosphorsäure, Chromotrop 2R und Fast Green FCF. Sie wird oftmals zuvor mit einer Hämatoxylin-Färbung kombiniert. Die Wheatley-Trichrom-Färbung wird zur Färbung von Stuhlproben verwendet. Die Färbelösung zersetzt sich mit der Zeit aufgrund des niedrigen pH-Werts. Anstatt von Fast Green FCF kann auch mit Anilinblau oder Wintergrünöl gefärbt werden.

## Geschichte
Die Wheatley-Trichrom-Färbung wurde 1951 von W. B. Wheatley entwickelt. Sie ist eine Weiterentwicklung der Gömöri-Trichrom-Färbung.